# Сільське господарство Німеччини
Сільське господарство Німеччини — галузь економіки Німеччини. Країна володіє високопродуктивним сільським господарством, під яке використовуються великі території країни. За обсягом сільськогосподарського виробництва зерна і продукції тваринництва Німеччина поступається лише Франції, а по виробництву молока займає перше місце в рамках ЄС.
Ефективність сільськогосподарського виробництва в Німеччині істотно вище середнього рівня по ЄС; разом з тим, ФРН відстає по середній врожайності кукурудзи і цукрового буряка. Висока продуктивність праці досягається за рахунок механізації, застосування сучасних агропромислових технологій. Традиційний характер німецького сільського господарства істотно змінив технологічний прогрес. Сьогодні цінуються більше так звані легкі грунту, з огляду на їх придатності до машинної обробці, з використанням штучних добрив; наприклад, кукурудза тепер широко обробляється і на Північно-німецькій низовині, де вона витісняє картопля.
Сільське господарство в основному базується на дрібному сімейному фермерстві. Значна частина зайнятих на дрібних фермах представлена сезонними робітниками та іншими категоріями тимчасово зайнятих працівників, що мають основне джерело доходу в інших секторах господарства. В період 1994—1997 рр. частка земельних ділянок сільськогосподарських підприємств, що перевищують 50 га, зросла з 11,9 до 14,3 %. Більші за розмірами господарства розташовуються в основному в Шлезвіг-Гольштейн і на сході Нижньої Саксонії. Невеликі ферми переважають в Центральній і Південній Німеччині.

## Тваринництво
Близько 70 % Товарної продукції сільського господарства дає тваринництво.
Скотарство дає більш 2/5 всієї товарної продукції сільського господарства, причому основна частина припадає на молоко (близько 1/4). Друге місце займає свинарство. Самозабезпеченість країни по молоку і яловичині перевищує 100 %, Але по свинині менше 4/5.
Бройлерні виробництво, виробництво яєць, телятини і яловичини, а також свинарство концентруються у великих тваринницьких господарствах, розміщення яких мало залежить від природних факторів.

### Скотарство
Скотарство — основна галузь тваринництва в Німеччині, воно дає більш 2/5 всієї товарної продукції сільського господарства, причому основна частина припадає на молоко (близько 1/4). Друге місце за значенням посідає свинарство.
Скотарство молочно-м'ясного напряму найбільш характерно для добре зволожених приморських, альпійських і передальпійський районів, багатих лугами і пасовищами, а також для периферії міських агломерацій . Через досить холодної зими поширене стійлове утримання худоби. Свинарство розвинене повсюдно, але особливо в районах, близьких до портів ввезення імпортних кормів, районам вирощування цукрового буряка, картоплі та кормових коренеплодів.
Забій худоби здійснюється на 95 % На промислових бойнях, переробка молока — на молокозаводах, що входять зазвичай в системи або промислових і промислово-торговельних концернів, або належать на паях кооперативним об'єднанням самих сільських господарів.

## Рибництво
Див. рибництво
Рибництво в Німеччині займає другорядну роль , хоча теж дає немалі прибутки . За даними ввп з рибальства становить 5,3% від усього ввп країни

## Рослинництво

### Зернові культури
Зернові культури: на Німеччину припадає трохи більше 2/5 загального виробництва зерна в Європейському союзі, жита — 1/4 збору, вівса — близько 3/5, ячменю — понад 2/4.
У районах з високою природною родючістю ґрунтів вирощується пшениця, ячмінь, кукурудза і цукровий буряк (з районами посівів пшениці в чому збігаються ареали обробітку цукрового буряка). Бідніші ґрунти Північно-німецької низовини і середньовисотних гір традиційно використовуються під посіви жита, вівса, картоплі та природні кормові культури.

### Кормові культури
Кормових культур значно більше, ніж продовольчих, так як велика кількість кормового зерна, особливо кукурудзи, імпортується. Проте, за даними Світового банку в 2012 році країна посідала сьоме місце в світі з експорту пшениці (6,2 млн тонн)
Велике значення має вирощування кормових коренеплодів (кормових буряків та ін.), Кукурудзи на зелений корм і силос, люцерни, конюшини та інших кормових трав. З олійних найбільше значення має ріпак, посіви якого більш ніж в 10 разів перевищують посіви соняшнику .
З кормових зернових найбільш велике значення ячменю ; деякі сорти ярого ячменю вирощуються спеціально для використання при виробництві пива, що вважається в Німеччині національним напоєм (споживання на душу населення — близько 145 л на рік). Найбільший в світі ареал хмелярства Халлертау розташований в Баварії .

### Овочівництво
Теплий клімат річкових долин, міжгірських улоговин і низовин південно-західній Німеччині сприяє вирощуванню таких культур, як тютюн і овочі ; останні вирощують також в зоні приельбських маршів нижче Гамбурга і в районі Шпревальд на південь від Берліна.

### Плодівництво
Фруктові насадження особливо характерні для гірських схилів Південної Німеччини, низин Ельби під Гамбургом, району Хафельскіх озер.

## Державне врегулювання
До компетенції державних органів в галузі сільського господарства входить: рішення питань по зміні аграрної структури, кредитуванню і фінансуванню сільського господарства, регулюванню ринків сільськогосподарської продукції. Уряд Німеччини надає фінансове сприяння в складному процесі адаптації та інтеграції східнонімецького сільського господарства в Європейське співтовариство. Допомога надається і в перетворенні колишніх сільськогосподарських кооперативів в конкурентоспроможні фірми, що вже приносить свої плоди: багато одноосібні фірми отримали значний прибуток, а зокрема, за рахунок великих оброблюваних площ.
Крім виробництва продуктів харчування, сільське господарство в країні виконує додаткові завдання, значення яких постійно зростає. Це збереження і захист природних основ життя, охорона привабливих ландшафтів для житлових районів, розселення, розміщення економіки та проведення відпочинку, постачання промисловості аграрних сировинних матеріалів.